# Pakkeboksen
Pakkeboksen (indtil 1. september 2013 kendt som Døgnposten) er en service der tilbydes af Post Danmark til at modtage og afsende pakkeprodukter hele døgnet alle ugens dage. 
Servicen blev etableret den 2. april 2008 med 10 selvbetjeningsautomater i Københavnsområdet. PostNord Danmark har opstillet 185 udendørs pakkeautomater og 300 indendørs pakkeautomater alle af typen KePol over hele Danmark. og i Coop Danmark primært i Kvickly, SuperBrugsen, Dagli'Brugsen, Fakta og Irma. I samme forbindelse blev navnet pr. 1. september 2013 ændret fra Døgnposten til Pakkeboksen.
Enhver kan benytte Pakkeboksen uden tilmelding dvs. sende pakkeprodukter eller modtage pakkeprodukter (selvvalgt udleveringssted ifm. f.eks. e-handel). For at modtage pakke fra privatpersoner kræver det dog at modtageren er tilmeldt Pakkeboksen. En tilmelding giver der ud over også mulighed for at indstille hvis pakker skal leveres i et lavt beliggende pakkerum i Pakkeboksen. Tilmelding foregår på ePosthuset; en internetbaseret selvbetjeningsservice, der også tilbydes af PostNord Danmark. 
| Format | Eksempel                                                                      |
| --- | ----------------------------------------------------------------------------- |
| [modtagers fulde navn] ID: [modtagers pakkeboks-id] Pakkeboks [pakkeboksnummer] [adressen på pakkeboksen] | Mads Madsen ID: 12345678 Pakkeboks 9017 John F. Kennedys plads 3 9000 Aalborg |

Det er kun muligt at afhente postpakker og maxibreve i Pakkeboksen, samt standardbreve frankeret med frimærker eller mobilporto. Der kan kun afhentes forsendelser, der er blevet sendt via PostNord Danmark eller en udenlandsk postservice der leverer til PostNord Danmark.